# Terem (település)
Terem község Szabolcs-Szatmár-Bereg vármegyében, a Nyírbátori járásban.

## Fekvése
A vármegye kelet-délkeleti részén helyezkedik el, a Nyírség peremén. Közvetlenül a magyar-román határ mellett fekszik, határszéle délkeleten mintegy 2 kilométer hosszan esik egybe az államhatárral.
A térség nagyobb városai közül a megyeszékhely Nyíregyháza 57, Mátészalka 24, Nyírbátor pedig 13 kilométer távolságra fekszik, a környék kisebb települései közül Nyírvasváritól 3,5, Nyírkátától 10, Nyírbogáttól 15,5, Nyíradonytól 34, Piricsétől 14, Nyírbéltektől  22,5 kilométer választja el.
A közvetlenül szomszédos települések a határ magyar oldalán: északkelet felől Fábiánháza, kelet felől Mérk, délkelet felől Vállaj, dél felől Bátorliget, nyugat felől Nyírvasvári, észak-északnyugat felől pedig Nyírkáta; határszéle északnyugaton egy egészen rövid, kevesebb, mint 300 méteres szakaszon érintkezik Nyírbátor közigazgatási területének legkeletibb fekvésű részével is.
Különálló településrészei Sárgazháza a községhatár északi, illetve Nagyfenék a keleti határszéle közelében.

### Megközelítése
Legfontosabb megközelítési útvonala a Nyírbátortól a vállaji országhatárig húzódó 4915-ös út, amely a belterületének déli szélén halad el; Mátészalka és a 49-es főút felől a 4917-es úton érhegtő el. Bátorligetre az előbbi két út találkozásánál induló 49 149-es, Sárgaházára a 4917-es útból kiágazó 49 150-es számú mellékút vezet, Nagyfenék pedig egy önkormányzati úton érhető el, a 4915-ös út felől.

## Története
Terem nevét az oklevelek 1332-ben említették először Banknetereme, majd 1354-ben Bankneytereme, 1413-ban p. Therem néven. 1332-ben a Gutkeled nemzetséghez tartozó Báthori Bereck fiainak Bohol-lal határos birtoka volt. 1354-ben a Báthori-család tagjai: Péter, Miklós mester és János fiai megosztoztak rajta, míg az ugyanitt található Szent Demeter tiszteletére szentelt egyház kegyuraságát közösen gyakorolják.
A 14. században a  falu birtokosai a Báthori-család tagjai voltak.
A település a török korban elpusztult, s az azt követő évszázadokban nevét is alig említik.

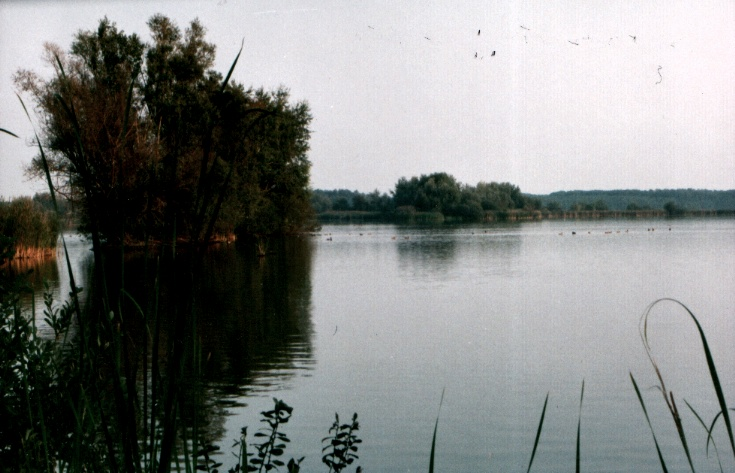
Teremi-tó

1873-ban Mátészalka határának részeként, 1888-ban pedig mint Vállaj része van jegyezve, s közigazgatásilag 1952-ig Vállajhoz tartozott.
A 19. század végén, s a 20. század elején a Károlyi család-nak vannak itt tanyái, a területen szétszórva. Terem főként szétszórt tanyákból álló település. 1907-ben nevét Pusztateremként említik, ekkor hozzá tartozott Dohányos-major, Fűzfáskút-cselédlak, Viktor-telek, Erdészlak és Erdőőrlak.
1964-ben Pusztateremhez tartozott még Nagytanya, Ürgetanya, Rókatanya és az Udvarház nevű lakott terület is.
Terem mint önálló község a fenti településrészekből és az aporligeti Cserepes-tanya, valamint a vállaji Nagyfenék és Sárgaháza településrészekből 1952-ben jött létre.
Nevét az elpusztult falu emlékére kapta.
1971. április 15-től Aporligettel (ma Bátorliget) közös tanácsú községgé alakult.
1989-től Nyírbátor vonzáskörzetéhez tartozó közös tanácsú község. 1990-től lett önálló önkormányzatú község.
A falu lakosságának nagy része még ma is elszórt tanyákon él. Terem 298 lakóházából az 1980-as adatok szerint csak 157 épült belterületen.
Legjelentősebb tanyái: Nagyfenék, Sárgaháza. Sárgaházán az 1950-es, 1960-as években még iskola is működött, azonban a belterület fejlődése az utóbbi években lelassult, sokan elköltöztek a településről és tanyáiról is a közeli Nyírbátorba, vagy a nagyobb városokba.
Terem határába olvadt Csaba elpusztult település is.

### Csaba
Csaba egykor falu volt a mai Teremtől kissé északra, a Nyírkáta-Fábiánháza határszögben, azonban 1241-ben a tatárjáráskor elpusztult. Ma  csupán a fennmaradt hely- és dűlőnevek  őrzik emlékét: Csobaháza, Csobaházi-dűlő, Csobaházi nagy út.

## Közélete

### Polgármesterei
- 1990–1994: Csák István (független)[3]
- 1994–1998: Csák István (független)[4]
- 1998–2002: Csák István (független)[5]
- 2002–2006: Csák István (független)[6]
- 2006–2010: Csák István (független)[7]
- 2010–2014: Csák István (Fidesz-KDNP)[8]
- 2014–2019: Csák István (Fidesz-KDNP)[9]
- 2019–2024: Csák István (Fidesz-KDNP)[10]
- 2024– : Csóti Ágota (független)[1]

## Népesség
A település népességének változása:
| Lakosok száma | 611  | 619  | 647  | 646  | 574  | 587  | 582  |
|               | 2013 | 2014 | 2015 | 2021 | 2022 | 2023 | 2024 |

2001-ben a település lakosságának közel 100%-a magyar nemzetiségűnek vallotta magát.
A 2011-es népszámlálás során a lakosok 69,1%-a magyarnak, 0,8% románnak mondta magát (30,9% nem nyilatkozott; a kettős identitások miatt a végösszeg nagyobb lehet 100%-nál). A vallási megoszlás a következő volt: római katolikus 29,9%, református 5,5%, görögkatolikus 25,6%, evangélikus 0,2%, felekezeten kívüli 1,7% (37% nem válaszolt).
2022-ben a lakosság 93,9%-a vallotta magát magyarnak, 0,9% cigánynak, 0,5% ukránnak, 0,5% románnak, 0,3% németnek, 0,2% bolgárnak, 0,2% szlováknak, 1% egyéb, nem hazai nemzetiségűnek (6,1% nem nyilatkozott; a kettős identitások miatt a végösszeg nagyobb lehet 100%-nál). Vallásuk szerint 27,9% volt római katolikus, 8,9% református, 30,3% görög katolikus, 0,7% egyéb keresztény, 0,2% ortodox, 4,9% felekezeten kívüli (26,5% nem válaszolt).

## Nevezetességei
- Volt majorsági cselédházak: Egy-egy hosszan elnyújtott, szarufás szerkezetű, két végén kontyolt, cserepes tető alatti épületben három, kétoldalt pitvarral közrefogott szabadkéményes közös konyha áll. A pitvarból jobbról és balról egy-egy szoba nyílik. Egy-egy ilyen épületben vagy négy család húzódhatott meg. A helyiségek téglapadlósak, famennyezetesek. A téglafalak alapozással készültek, mészhabarccsal vakolt oldalaik fehérre meszeltek.
- Gazdasági épületek: a cselédházak közelében sorakozó – családonként rekeszekre osztott, favázas szerkezetű, hézagolt lécborítású cserepes kukoricagórék és az egymáshoz csatlakozó, téglafalú, egyforma disznó- és tyúkólak.